# 아난 빤야라춘
아난 빤야라춘(태국어: อานันท์ ปันยารชุน, 1932년 8월 9일~)은 1991년부터 1992년까지, 그리고 1992년 후반기에 두 차례 태국의 총리를 지냈다. 그는 1997년 공포되어 2006년 폐지된 태국의 "국민 헌법"의 초안 작성과 같은 경제 및 정치 개혁에 효과적이었다. 아난은 1997년 정부 봉사로 막사이사이상을 받았다.

## 어린 시절 및 교육
아난은 아버지 쪽과 어머니 쪽인 중국계 태국인(푸젠성 하카) 집안에서 12명의 자녀 중 막내로 태어났다. 그의 아버지 센은 몬족계 고위 관리의 아들이었다. 그의 아버지는 왕의 장학금으로 영국에서 공부했고, 1930년대에 모든 왕실 학교를 감독했고 그 후 성공적인 사업가를 감독했다. 그의 친할아버지는 왓 카오 촌 프라라고 불리는 민족 몬족 수도원을 랏차부리주에 지었다. 아난에 따르면, 그는 외할머니로부터 자신의 중국 유산을 물려받았는데, 그의 성은 라우(중국어: 刘)였다. 그의 중국인 조상들은 18세기 중반에 태국에 왔고 결국 태국에서 가장 저명한 중국인 가문 중 하나가 되었다. 그는 이 가문을 통해 껀 짜띠까와닛와 먼 친척 관계이다. 아난은 덜위치 칼리지를 다녔고, 후에 캠브리지 트리니티 칼리지에서 법학을 전공하여 1955년에 우등으로 졸업하였다.

## 2006년 군사 쿠데타 지원
아난은 2006년 헌법을 폐지하고 탁신 친나왓 정부를 전복시킨 군사 쿠데타를 지지했다. 아난은 쿠데타 이전 몇 년 동안 탁신 전 총리를 신랄하게 비판했으며 탁신 전 총리의 쿠데타 탓으로 돌렸다. 그는 또한 군사 정권이 실패해 탁신이 재기할 수 있다는 우려를 나타냈다. "1991년 쿠데타 이후 찻차이 춘하완 정부가 현장에서 사라졌을 때, 찻차이가 다시 돌아올 것이라는 두려움은 없었다. 그러나 지난 5년 동안 탁신과 그의 정당은 너무 강력해졌다. 그들은 정부 기관, 군대와 의회의 특정 부문에 대한 그들의 영향력을 강화했다. 그래서 더 위태로운 상황이라고 생각한다"고 말했다. 아난은 쿠데타가 국민들의 호응을 얻었으며 군사정권의 반대나 정치활동 금지는 오래가지 못할 것이라고 주장했다. 그는 또한 쿠데타에 대한 국제사회의 비난에 대한 놀라움도 언급했다.

## 같이 보기
- 태국의 총리 목록